# Grupa Bluesowa Gramine
Grupa Bluesowa Gramine – polski zespół wokalno-instrumentalny, który powstał jesienią 1969 roku z inicjatywy Haliny Szemplińskiej, Władysława Dobrowolskiego i Tomasza Bielskiego. Początkowo działał pod patronatem warszawskiego klubu Stodoła.

## Nazwa zespołu
Pierwotnie zespół nazywał się Grupa Bluesowa Stodoła, później też Grupa Bluesowa Warszawa. Dopiero w roku 1972 przyjęto nazwę Grupa Bluesowa Gramine lub w skrócie Gramine. Od 1980 zespół występował pod nazwą Traffic Lights.

## Przebieg kariery
Początkowo w skład zespołu wchodzili: Ewa Bem (śpiew), H. Szemplińska (śpiew), Janusz Drozdowski (gitara), Ryszard Sułek (gitara basowa), Jerzy Pawełko (saksofon tenorowy, saksofon altowy), W. Dobrowolski (trąbka), Tomasz Szachowski (pianino), Włodzimierz Kruszyński (puzon) i Cezary Ziółkowski (perkusja).
Muzycy oparli wykonywany przez siebie repertuar na muzyce bluesowej. Kierownictwo artystyczne sprawowali autorzy tekstów grupy T. Bielski i Bogusław Choiński. Jej pierwszym programem były Blusełka, które stanowią połączenie murzyńskich pieśni gospels i spirituals z polską tradycją obyczajową i językową, choć rodzaj tego spektaklu jest trudny do zdefiniowania.
Jeszcze w 1969 roku Grupa Bluesowa „Stodoła” zdobyła trzy pierwsze nagrody na Ogólnopolskim Przeglądzie Zespołów Muzycznych w Gliwicach. Kolejny sukces odniosła na VII Międzynarodowym Festiwalu Jazzowym Jazz nad Odrą (6-8 marca 1970) we Wrocławiu, gdzie E. Bem została wyróżniona za interpretację standardu Summertime.
Premiera Blusełek w „Stodole” przyniosła przychylne recenzje natomiast występ grupy podczas Międzynarodowych Spotkań Wokalistów Jazzowych w Lublinie (1970) został entuzjastycznie przyjęty przez krytyków. Fragment koncertu został sfilmowany przez Polską Kronikę Filmową i uznany za najlepszy temat kulturalny roku 1970. Film zdobył I nagrodę na Międzynarodowym Festiwalu Kronik Filmowych w Londynie.
Wkrótce doszło do zmiany składu. Z zespołu odeszli: Drozdowski i Sułek, a dołączyli: Barbara Erie (śpiew), Andrzej Tenard (śpiew), Andrzej Krzysztofik (gitara basowa), Wojciech Zalewski (kontrabas) i Mieczysław Mazur (pianino). Skład zespołu często się zmieniał. Latem 1970 roku grupę opuścili Bem i Zalewski. Dołączyli kolejni muzycy: Duda Napieralska (śpiew) i Teodor Ratkowski (śpiew). We wrześniu 1970 r. zespół zarejestrował fragmenty Blusełek na płycie długogrającej. Po nagraniu odeszli: Napieralska, Tenard, Ratkowski, Mazur, Kruszyński i Ziółkowski.
W 1971 skład Grupy Bluesowej „Stodoła” tworzyli: Halina Szemplińska (solistka), B. Erie (śpiew, chór), Danuta Mandowska (śpiew), Bogusław Teper (śpiew), Eugeniusz Dytło (śpiew, klarnet), A. Krzysztofik (gitara), Jacek Jasiński (ex-Co Wy Na To; gitara basowa), Mariusz Mroczkowski (ex-Big Beat Sextet; pianino, śpiew), J. Pawełko (saksofon tenorowy), W. Dobrowolski (trąbka), Zbigniew Mrozowski (perkusja).
W tym samym roku grupa zdobyła nagrodę specjalną na warszawskim Old Jazz Meeting. Wiosną Krzysztofika zastąpił Zdzisław Cyceń (gitara), a Mroczkowskiego - Waldemar Lubański (pianino, skrzypce, śpiew). W tym składzie zespół opracował program poetycko-muzyczny Afryka, misterium, kwiaty, który został nagrany przez telewizję i wyemitowany w TVP2 (premiera 5 września 1971).
Z końcem roku formacja zmieniła nazwę na Grupa Bluesowa „Warszawa”, ponadto prowadziła (Szemplińska, Erie, Bielski i Choiński) w Rozgłośni Harcerskiej cykliczną, autorską audycję pt. Gdzie jest blues?. Nowym patronem zespołu został klub „Trzy Kontynenty” mieszczący się w gmachu Teatru Wielkiego.
Przez zespół przewinęli się m.in. Waldemar Czapkiewicz (gitara; późniejszy akustyk zespołu) i Adam Blaszyński (instrumenty perkusyjne). W roku 1972 Grupa Bluesowa „Warszawa” zdobyła III nagrodę na kolejnym Old Jazz Meeting w kategorii zespołów jazzowych. Wiele nagród zdobywali również soliści zespołu – Ewa Bem, Halina Szemplińska, Barbara Erie, Bogusław Teper i Andrzej Tenard.
W tym samym roku grupa przekształciła się w formację Gramine, która kontynuowała linię artystyczną swojej poprzedniczki. Nazwa zespołu pochodzi od łacińskiego terminu graminae i oznacza rodzinę traw. Na podobieństwo brzmienia zespołu do Grupy Bluesowej Stodoła miała wpływ współpraca z kompozytorem i aranżerem Januszem Drozdowskim i charakterystyczna barwa głosu oraz interpretacja Szemplińskiej.
Zespół zadebiutował 13 października 1972 r. spektaklem Osiem koni albo czterdziestu ludzi (misterium przedśmiertnego zdejmowania maski), z muzyką H. Szemplińskiej, Z. Cycenia do libretta Bertolda Brechta, T. Bielskiego i B. Choińskiego. Widowisko było prezentowane także podczas Jazz Jamboree’72. Skład grupy tworzyli: H. Szemplińska (ex-Grupa Bluesowa „Stodoła”; śpiew), B. Erie (ex-Grupa Bluesowa „Stodoła”) - śpiew, B. Teper (ex-Grupa Bluesowa „Stodoła”; śpiew), Z. Cyceń (ex-Grupa Bluesowa „Stodoła”; gitara), J. Jasiński (ex-Grupa Bluesowa „Stodoła”; gitara basowa) i Z. Mrozowski (ex-Grupa Bluesowa „Stodoła”; perkusja).
W czerwcu 1973 r. po występie na IV Lubelskich Spotkaniach Wokalistów Jazzowych doszło do reorganizacji składu. Zespół tworzyli: H. Szemplińska, Sylwia Zalewska (śpiew), Urszula Pluta (śpiew), Ewa Jurkiewicz (śpiew, wiolonczela), Hanna Żarnowiec (Surzyn) (śpiew, wiolonczela), Remigiusz Kossacz (gitara), Jerzy Dobrzyński (ex-Ogień; saksofon altowy, śpiew), Tomasz Szachowski (ex-Dylemat; pianino), W. Zalewski (ex-Grupa Bluesowa Stodoła; gitara basowa), Piotr Rossa (ex-Ogień, instrumenty perkusyjne) i Kazimierz Jonkisz (perkusja).
W tym składzie zespół nagrał longplay pt. Gramine (maj 1974) na którym zaproponował mieszankę bluesa, rhythm and bluesa, soulu i gospel, wystąpił także z recitalami na XIV MFP w Sopocie i na XVII Festiwalu Jazz Jamboree (1974).
Skład formacji nieustannie się zmieniał i już w 1974 r. w skład zespołu wchodzili: H. Szemplińska (śpiew), U. Pluta (śpiew), Anna Anyszek (śpiew), Tamara Pajewska (śpiew), J. Dobrzyński (saksofon altowy), Bogdan Krajewski (ex-Ogień) (gitara), W. Zalewski (gitara basowa) i Andrzej Wójcik (ex-zespół Stana Borysa; perkusja).
W następnych latach Gramine przedstawił programy estradowe: To nie jest łatwe (1975), o odbudowie Zamku Królewskiego w Warszawie, Pan Zagłoba i małpy (1975), Smuga cienia (1976), Tygrysia łapa w oknie (1978) i Żywot św. Rozalii dziewicy, patronki od morowego powietrza. Grupa wzięła również udział w nagraniu albumu Marka Grechuty pt. Magia obłoków (Pronit, 1974).
W drugiej połowie lat siedemdziesiątych związała się ze Studiem Victoria i występowała w lokalach rozrywkowych. Przez zespół przewinęli się kolejni muzycy, jak m.in.: Anna Blaszyńska (śpiew), Ewa Strzeszewska (śpiew), Remigiusz Filipowicz (saksofon), Jacek Mikuła (instrumenty klawiszowe), Ryszard Rynkowski (w latach 1977–1978; pianino), Paweł Markowski (perkusja).
W 1979 roku kontrakt został rozwiązany i pojawiła się szansa nagrania drugiego longplaya. Zespół opracował repertuar w konwencji funky, lecz do realizacji albumu nie doszło. W ostatnim okresie członkami Gramine byli: Krystyna Ignaciuk (śpiew), Ewa Jaryczewska (śpiew), H. Szemplińska (śpiew), Z. Cyceń (gitara), J. Jasiński (gitara basowa), Marek Krasowski (instrumenty klawiszowe), Andrzej Malicki (saksofon) i Andrzej Kacała (perkusja).
W 1980 r. pod nazwą Traffic Lights grupa ponownie wyjechała na kontrakt zagraniczny. Występowała m.in. w Syrii, Libanie, Jordanii, Iraku, Kuwejcie i Bagdadzie.
W 1981 r. w jej skład wchodzili: H. Szemplińska (śpiew), Anna Mrożek (śpiew), Roman Wojciechowski (ex-Aerobus i Transport Band; śpiew), M. Krasowski (instrumenty klawiszowe), Zbigniew Jaremko (saksofon), Paweł Dąbrowski (gitara basowa) i Marek Surzyn (ex-Breakout i Aerobus; perkusja).
We wrześniu 1982 r. dołączył gitarzysta Adam Otręba. W składzie pojawił się ponownie J. Dobrzyński (saksofon, instrumenty klawiszowe). Zespół ostatecznie przestał istnieć w 1988 roku.

## Dyskografia

### Albumy
- 1970 – Blusełka (Polskie Nagrania)
- 1974 – Gramine (Polskie Nagrania)
- 1996 – Blusełka (Selles - reedycja)[9]
- 1996 – Gramine (Selles - reedycja)[10]
- 2013 – Bluesełka (Polskie Nagrania - reedycja)[11]

### Single
- 1974 – Weekend w Dolinie Josefata / Hajda Troja blues (Polskie Nagrania)

### Nagrania radiowe
1970:
Zaśnij, W szeregu zbiórka
1973:
Kamienny blues